# Puchar Narodów Pacyfiku 2012
Puchar Narodów Pacyfiku 2012 – siódma edycja corocznego turnieju organizowanego pod auspicjami IRB dla drużyn z regionu Pacyfiku. Turniej odbył się pomiędzy 2 a 23 czerwca 2012 roku i wzięły w nim udział cztery reprezentacje.

## Informacje ogólne
Japan Rugby Football Union otrzymał prawa do organizacji turnieju w kwietniu 2012 roku, pięć spotkań odbyło się w Japonii, jedynie mecz zamknięcia rozegrano na Fidżi. Sędziowie zawodów. Cztery uczestniczące zespoły rywalizowały systemem kołowym w ciągu czterech meczowych dni pomiędzy 2 a 23 czerwca 2012 roku. Zwycięzca meczu zyskiwał cztery punkty, za remis przysługiwały dwa punkty, porażka nie była punktowana, a zdobycie przynajmniej czterech przyłożeń lub przegrana nie więcej niż siedmioma punktami premiowana była natomiast punktem bonusowym.
W zawodach niepokonani okazali się reprezentanci Samoa. Najwięcej punktów w turnieju zdobył Tongijczyk Kurt Morath, zaś w klasyfikacji przyłożeń zwyciężył Samoańczyk David Lemi.

## Mecze

### Runda 1
| 5 czerwca 201217:10 | Samoa                                        | 20:18 | Tonga          | Mizuho Rugby Stadium, Nagoja Widzów: 4565 Sędzia: Wayne Barnes |
| 5 czerwca 201217:10 | Anufe 10 (2pd 2K) Tuigamala 5 (P) Lemi 5 (P) | 20:18 | Morath 18 (6K) | Mizuho Rugby Stadium, Nagoja Widzów: 4565 Sędzia: Wayne Barnes |
| 5 czerwca 201217:10 | Taufa                                        | 20:18 |                | Mizuho Rugby Stadium, Nagoja Widzów: 4565 Sędzia: Wayne Barnes |

| 5 czerwca 201219:10 | Fidżi                                                                   | 25:19 | Japonia                                 | Mizuho Rugby Stadium, Nagoja Widzów: 6036 Sędzia: John Lacey |
| 5 czerwca 201219:10 | Goneva 5 (P) Koroilagilagi 10 (2pd 2K) Katonibau 5 (P) Nayacalevu 5 (P) | 25:19 | Gorōmaru 14 (pd 4K) 1 karne przyłożenie | Mizuho Rugby Stadium, Nagoja Widzów: 6036 Sędzia: John Lacey |

### Runda 2
| 10 czerwca 201212:10 | Fidżi                                                             | 26:29 | Samoa                                         | Chichibunomiya Rugby Stadium, Tokio Widzów: 5906 Sędzia: Wayne Barnes |
| 10 czerwca 201212:10 | Kenatale 5 (P) Talei 5 (P) Koroilagilagi 11 (pd 3K) Tuapati 5 (P) | 26:29 | Anufe 14 (pd 4K) Lemi 10 (2P) Faosiliva 5 (P) | Chichibunomiya Rugby Stadium, Tokio Widzów: 5906 Sędzia: Wayne Barnes |
| 10 czerwca 201212:10 | Paulino                                                           | 26:29 |                                               | Chichibunomiya Rugby Stadium, Tokio Widzów: 5906 Sędzia: Wayne Barnes |

| 10 czerwca 201214:10 | Japonia                          | 20:24 | Tonga                                             | Chichibunomiya Rugby Stadium, Tokio Widzów: 7719 Sędzia: Pascal Gaüzère |
| 10 czerwca 201214:10 | Gorōmaru 15 (P 2pd 2K) Tui 5 (P) | 20:24 | Morath 9 (3pd K) Taufa 5 (P) Moa 5 (P) Kaho 5 (P) | Chichibunomiya Rugby Stadium, Tokio Widzów: 7719 Sędzia: Pascal Gaüzère |
| 10 czerwca 201214:10 | Kefu                             | 20:24 |                                                   | Chichibunomiya Rugby Stadium, Tokio Widzów: 7719 Sędzia: Pascal Gaüzère |

### Runda 3
| 17 czerwca 201214:10 | Samoa                                                       | 27:26 | Japonia                                                 | Chichibunomiya Rugby Stadium, Tokio Widzów: 5386 Sędzia: John Lacey |
| 17 czerwca 201214:10 | Anufe 10 (2pd 2K) Lui 2 (pd) Fotualiʻi 5 (P) Lemalu 10 (2P) | 27:26 | Kikutani 10 (2P) Gorōmaru 6 (2K) Tui 5 (P) Hirose 5 (P) | Chichibunomiya Rugby Stadium, Tokio Widzów: 5386 Sędzia: John Lacey |
| 17 czerwca 201214:10 | Mulipola · Taulafo                                          | 27:26 |                                                         | Chichibunomiya Rugby Stadium, Tokio Widzów: 5386 Sędzia: John Lacey |

| 23 czerwca 201215:40 | Tonga                       | 17:29 | Fidżi                                                               | Churchill Park, Lautoka Widzów: 4529 Sędzia: Keith Brown |
| 23 czerwca 201215:40 | Morath 12 (4K) Piutau 5 (P) | 17:29 | Talebula 15 (2P pd K) Ralulu 4 (2pd) Naureure 5 (P) Mocetadra 5 (P) | Churchill Park, Lautoka Widzów: 4529 Sędzia: Keith Brown |